# Europäische Akademie für Frauen in Politik und Wirtschaft Berlin
Die Europäische Akademie für Frauen in Politik und Wirtschaft Berlin e. V. (EAF) fördert als gemeinnützige Organisation die gleichberechtigte Teilhabe von Frauen und Männern an politischen und wirtschaftlichen Führungspositionen. Ihre Tätigkeitsschwerpunkte sind auf wissenschaftliche Expertisen gestützte Programme zur Förderung des weiblichen Führungsnachwuchses sowie zur Verbesserung von Chancengleichheit, Diversität und Work-Life-Balance. 

## Geschichte
Am 30. Oktober 1995 gründete die Berlinerin Barbara Schaeffer-Hegel zusammen mit sechs weiteren Gründungspartnern die Europäische Akademie für Frauen in der Politik Berlin als eingetragenen Verein (e. V.), dessen Gemeinnützigkeit am 11. März 1996 anerkannt wurde. Im Jahr darauf wurde der Name des Vereins auf Europäische Akademie für Frauen in Politik ›und Wirtschaft‹ erweitert. Starthilfe für die Gründung der EAF gab die Technische Universität Berlin durch die teilweise Freistellung der Gründerin von ihren Lehrverpflichtungen sowie durch die Bereitstellung von Räumen und durch die Vorfinanzierung der ersten EAF-Projekte.
Seit ihren Anfängen kooperiert sie mit mehreren Bundesministerien, mit Firmen, Vereinen und Verbänden. Die EAF ist in der gesamten Bundesrepublik aktiv und bestreitet auch außerhalb Europas politische Programme. Im Jahr 2007 trat Barbara Schaeffer-Hegel vom Vorsitz des Vorstandes zurück und übergab die Leitung an ihre Mitarbeiterin Helga Lukoschat.

## Vision und Ziele
Die neue deutsche Frauenbewegung hatte in den achtziger Jahren tiefgreifende Veränderungen im öffentlichen Bewusstsein bewirkt und zur Gründung einer Reihe neuer Einrichtungen geführt. Diese Initiativen bezogen sich in ihrer politischen Begründung überwiegend auf die Benachteiligungen, denen Frauen bis heute ausgesetzt sind. Sie wurden dem spezifischen Wert und der gesellschaftlichen Bedeutung der Frauen, sowie den Veränderungen, die sich im Laufe des 20. Jahrhunderts in der Lebensweise von Frauen und von Männern ergeben hatten, nicht mehr gerecht. Unter Schaeffer-Hegels Leitung nahm sich die EAF daher als erste deutsche Frauenorganisation die Förderung von Frauen in Führungspositionen vor. Als erste feministische Organisation in Deutschland bezog sie ihre Legitimation nicht aus der Opferrolle der Frauen, sondern aus dem bedeutsamen Beitrag, den Frauen unter den Bedingungen von Fachkräftemangel und Bevölkerungsrückgang für die Gesellschaft leisten. Im Interesse der noch immer schwierigen Vereinbarkeit von Beruf und Familie mussten entscheidende Strukturveränderungen im Arbeitsleben, im Bildungsbereich und in der geschlechtsspezifischen Arbeitsteilung zwischen Mann und Frau vorgenommen werden. Mehr Frauen in Führungs- und Entscheidungspositionen sollen dazu beitragen, dass solche Strukturveränderungen in Angriff genommen werden. Die EAF will mit ihren Projekten erreichen, dass mehr Frauen mit Führungspotenzial darin bestärkt werden, Einfluss zu nehmen und Änderungen zum Nutzen und im Sinne aller Gesellschaftsmitglieder – von Frauen und Männern und von Kindern – vorantreiben. Die frauenpolitische Kehrtwende, mit der die EAF ihre Projekte und Programme begründete, verschaffte ihr Zugang zu vielen neuen und einflussreichen Partnern aus Politik und Wirtschaft.

## Programm
Die Programme der EAF – Forschungsvorhaben, Veröffentlichungen, Konferenzen, Workshops und Trainingsprogramme – haben zum Ziel, junge Frauen mit Führungspotenzialen in allen Bereichen der Gesellschaft zu fördern und zu stärken. In diesem Sinn wurden mehrere Programmformate entwickelt.

### Mentoring-Projekte
Auf einer Recherchetour durch die USA hatte Barbara Schaeffer-Hegel die Mentoring-Programme des Public Leadership Education Networks in Washington, D.C. kennen gelernt und sie, leicht modifiziert, zum Projekt Preparing Women to Lead – PWL weiterentwickelt. PWL wurde das Modellprojekt und Vorbild für das differenzierte Angebot an Mentoring-Projekten der EAF, die den jungen Frauen neben Wissensvermittlung und Persönlichkeitstrainings praktische Erfahrung und den Kontakt mit Frauen in Führungspositionen vermitteln. Die Mentoring-Programme der EAF wenden sich zumeist nicht an junge Frauen direkt, sondern an Unternehmen, Parteien und Verbände, an Kommunen, Landesverwaltungen und wissenschaftliche Einrichtungen, die eine Förderung für ihre jungen Mitarbeiterinnen planen und als Projektpartner mit der EAF gemeinsam ein für sie passendes Projekt-Design beschließen.
Die wichtigsten Mentoring-Projekte der ersten zehn Jahre, die die EAF mit vielen Partnern durchführte und die als Format-Vorlage für eine Vielzahl weiterer Mentoring-Projekte dienen, sind:
- IOT – It’s Our Turn: ein einwöchiges Mentoring-Trainingsprogramm für Schülerinnen der Sekundarstufe II, das in unterschiedlicher Zusammensetzung und mit Unterstützung unterschiedlicher Träger (u. a. Bundesministerium für Familie Senioren Frauen und Jugend, BMFSFJ; Bundeszentrale für politische Bildung) ab 1999 mit Unterbrechungen und mit leicht variierenden Themenschwerpunkten bis heute von der EAF angeboten wird;
- WPL – Women for Public Leadership. Starthilfen für den weiblichen Führungsnachwuchs in der Politik: ein einwöchiges Trainingsprogramm mit einem auf einen Monat dimensionierten anschließenden Internship mit Mentoring für Hochschulabsolventinnen, welches erstmals in den Jahren 2003 und 2005 mit der Unterstützung der Bundeszentrale für politische Bildung durchgeführt wurde;
- Careerbuilding für Frauen in der Wissenschaft. Coaching – Training – Mentoring wurde in den Jahren 2000–2002 in Zusammenarbeit mit dem Forschungszentrum Jülich durchgeführt;
- Mit Mentoring in Führung gehen! Karriereförderung für den weiblichen Führungsnachwuchs in der Berliner Verwaltung: ein Programm für junge weibliche Verwaltungsangestellte, welches in Zusammenarbeit mit dem Berliner Institut für Verwaltungsmanagement an der Verwaltungsakademie Berlin und dem Berliner Senat für Wirtschaft, Arbeit und Frauen in den Jahren 2003 und 2005 in zwei Durchgängen mit insgesamt 35 Tandems aus Mentorin und Mentée in Berlin durchgeführt wurde;
- Einstieg zum Aufstieg – Qualifizierungs- und Mentoring-Programm für Absolventinnen Brandenburger Universitäten, das in Zusammenarbeit mit dem Brandenburgischen Ministerium für Arbeit, Soziales, Gesundheit und Frauen für junge Hochschulabsolventinnen aus Brandenburg durchgeführt wurde;
- Women in Management, ein Projekt zur Führungskräfteentwicklung für Jungunternehmerinnen und weibliche Führungsnachwuchskräfte in Kleinen und Mittleren Unternehmen (KMUs) in Zusammenarbeit mit dem Ministerium für Frauen, Arbeit und Soziales, Hannover;
- Move Ahead – Kongress für junge Frauen am Karriere-Start, ein Trainings-Mentoring-Kurzprogramm, das die EAF erstmals im Mai 2000 in Kooperation mit der Boston Consulting Group (BCG) durchgeführt hat. Namhafte Frauen aus wirtschaftlichen und öffentlichen Wirkungsbereichen volontierten als Referentinnen und Kurzzeit-Mentorinnen für junge Hochschulabsolventinnen und ermöglichten den jungen Frauen einen kurzen, aber intensiven Kontakt mit weiblichen „Role Models“. Das Projekt wurde in den folgenden Jahren in Kooperation mit anderen Partnern, u. a. mit der Unternehmensberaterfirma McKinsey wiederholt;
- Qualität entdecken und fördern, ein Mentoring-Programm, das die EAF 2005 für weibliche Führungskräfte der Deutschen BP AG durchführte.

### Beratungs- und Planungsprojekte für die Wirtschaft
Neben der gezielten Förderung des weiblichen Führungsnachwuchses widmet sich die EAF seit ihrem Bestehen in besonderer Weise darum, Gendergesichtspunkte in der Wirtschaft zu verankern. Durch Mentoring-Projekte für ihre weiblichen Nachwuchskräfte, sowie durch Organisationsberatung und Marketing- und Produktberatung bemüht sich die EAF darum, Wirtschaftsunternehmen zu einem Perspektivwechsel zu bewegen, der ihnen die Vorteile frauen- und genderspezifischer Gesichtspunkte in der Unternehmenskultur, bei betrieblichen Strategien, sowie bei der Entwicklung neuer Produktionsziele deutlich macht.
- Das erste umfassende Beratungs- und Entwicklungsprojekt der EAF mit einem Wirtschaftsunternehmen fand in Kooperation mit der Wintershall AG statt und führte zu einer Reihe von tiefgreifenden betrieblichen Veränderungen in dieser Firma. Das Wintershall Projekt wurde zum Vorbild für spätere Projekte der EAF mit anderen Firmen.
- Innovation durch (E)Qality-Management. Weiblicher Führungsnachwuchs für den Mittelstand – (EQM) wurde durch den Europäischen Sozialfonds (ESF) und vom Wissenschaftssenat Berlin gefördert. In diesem Projekt wurden Ingenieur- und Naturwissenschaftlerinnen auf Führungsaufgaben in technologieorientierten Dienstleistungsunternehmen vorbereitet. Die wissenschaftliche Leiterin der EAF, Marion Esch, die dieses Projekt entwickelt und durchgeführt hat, akquirierte ebenfalls die Machbarkeitsstudie.
- Qualität-Management in kleinen und mittleren Unternehmen Ost Berlins. Rechtliche Rahmenbedingungen, Probleme und Lösungsstrategien, welches aus Mitteln des Europäischen Fonds für regionale Entwicklung (EFRE) und der Senatsverwaltung für Wirtschaft und Technologie Berlin finanziert wurde, und den
- Online-Informations- und Beratungsservice zur betrieblichen Chancengleichheit für kleine und mittlere Unternehmen: e-quality-management.de, der mehrere Jahre lang vom Bundesministerium für Familie Senioren Frauen und Jugend (BMFSFJ) gefördert wurde und der bundesweit abrufbar war.
- Das Projekt Discover Gender–Gender-Aspekte in der Forschung ermittelte in Zusammenarbeit mit mehreren großen Technologiefirmen Ansätze dafür, dass nicht nur über Personalentscheidungen und Marketing, sondern auch durch die Erforschung und Entwicklung neuer Produkte der Tatsache Rechnung getragen werden kann, dass Frauen andere Interessen und Bedürfnisse haben als Männer und dass sich die Industrie zu ihrem eigenen Vorteil auf diese einstellen kann.

### Konferenzen und Kongresse
Vom Beginn ihres Bestehens an hat die EAF Konferenzen zu wichtigen frauenpolitischen Themen veranstaltet und ihre Veranstaltungen und Forschungsprojekte jeweils mit einer Abschlussveranstaltung zum jeweiligen Thema beendet, zu der neben der Presse einschlägige Amtsträger, Unternehmen und Wissenschaftlerinnen, sowie eine je spezifische interessierte Öffentlichkeit eingeladen wurden. Die wichtigsten Konferenzen der EAF waren
- Die internationale Fachkonferenz Konzepte und Strategien für die politische Bildung und Professionalisierung von Frauen für die Politik, die am 25. und 26. September 1997 im Deutschen Industrie und Handelstag in Bonn stattfand und auf der die Ergebnisse des ersten Forschungsprojektes der EAF »Zur Situation und Zukunft von Frauen in der Politik als Aufgabe der politischen Bildungsarbeit«, vorgestellt und mit internationalen Experten diskutiert wurden;
- Die ganze Demokratie. Frauen für die Zukunft von Politik und Wirtschaft, der Gründungskongress der EAF, fand im April 1999 mit mehr als 200 Teilnehmern in Berlin statt und rief in der Presse, der relevanten Öffentlichkeit und bei den eingeladenen Gästen eindrucksvolle Resonanz hervor.
- Zukunftsfaktor Kinder – für ganztägige Bildung und Betreuung und Deutschland: die bislang wohl wichtigste Konferenz der EAF, die am 6. und 7. Juni 2002 in der Berlin-Brandenburgischen Akademie Berlin stattfand, löst eine bundesweite Diskussion um die Notwendigkeit von Ganztagsschulen und von Ganztagsbetreuung für Kinder aus.

### Forschungsprojekte
In Anerkennung des Zusammenhanges zwischen politischer Bildung und politischer Gleichstellung förderte das Bundesministerium für Bildung Wissenschaft Forschung und Technologie ab Dezember 1997 das EAF-Forschungsprojekt
- Zur Situation und Zukunft von Frauen in der Politik als Aufgabe politischer Bildungsarbeit, welches unter der Leitung von Schaeffer-Hegel an der Technischen Universität Berlin angesiedelt wurde. Das Projekt war die erste wissenschaftliche Untersuchung bei allen Parlamentarierinnen Deutschlands. Durch eine Gesamterhebung bei allen weiblichen Abgeordneten der Bundesrepublik und eine Intensivbefragung bei 30 Spitzenpolitikerinnen stellte die EAF ihre eigene Konzeption und ihre Angebote auf eine wissenschaftliche Grundlage.

Wie bei diesem ersten Forschungsvorhaben, so stellte die EAF die Ergebnisse auch ihrer weiteren wissenschaftlichen Erhebungen der Öffentlichkeit auf einer Konferenz vor und publizierte die Ergebnisse als Buch. Forschungsprojekt – Konferenz – Veröffentlichung war von Anfang an der Dreierschritt, in welchem die wissenschaftlichen Untersuchungen der EAF der Öffentlichkeit zugänglich gemacht wurden. Die wichtigsten wissenschaftlichen Untersuchungen der EAF behandelten aktuelle gesellschaftspolitisch relevante Themen, so unter anderem
- die Frage, ob Mütter in wirtschaftlichen Führungspositionen eine Belastung für ihre Firma darstellen, oder ob sie durch bestimmte Fähigkeiten möglicherweise einen Gewinn für ihr Unternehmen darstellen;
- die Frage ob Ehepaare, bei denen beide Partner eine berufliche Karriere anstreben oder bereits erreicht haben, als Väter und Mütter versagen. Wie diese Paare ihren familiären Alltag regeln und ob und wie sie sich gegenseitig unterstützen;
- mit welcher Motivation, mit welcher Unterstützung und aus welchen beruflichen und/oder familiären Lebensumständen Frauen zur Mitarbeit in kommunalpolitischen Gremien ermutigt werden können und welche Vereine, Verbände und Stiftungen Partner für Frauen in der Kommunalpolitik sein können.

## Publikationen
- Die ganze Demokratie. Zur Professionalisierung von Frauen für die Politik; Helga Foster, Helga Lukoschat, Barbara Schaeffer Hegel (Hrsg.); Centaurus Verlagsgesellschaft, Pfaffenweiler 1998.
- Karrierek(n)ick Kinder, Mütter in Führungspositionen – ein Gewinn für Unternehmen; Bertelsmann-Stiftung (Hrsg.), Verlag Bertelsmann Stiftung, Gütersloh 2006, ISBN 3-89204-890-8.
- Kinder und Karriere: Die neuen Paare; Kathrin Walter, Helga Lukoschat, Verlag Bertelsmann Stiftung, Gütersloh 2008.
- Von Alltagsheldinnen und Lokalexpertinnen. Kommunalpolitikerinnen im Porträt; Bundesministerium für Familie, Senioren, Frauen und Jugend (Hrsg.) DruckVogt, Berlin 2008.